# Charlie Bilodeau
Charlie Bilodeau (ur. 6 sierpnia 1993 w Trois-Pistoles) – kanadyjski łyżwiarz figurowy, startujący w parach sportowych. Uczestnik igrzysk olimpijskich w Pjongczangu (2018), zwycięzca zawodów z cyklu Grand Prix i Challenger Series, wicemistrz świata juniorów (2015), zwycięzca finału Junior Grand Prix (2014) oraz dwukrotny wicemistrz Kanady (2016, 2018). Zakończył karierę amatorską 16 kwietnia 2020 roku.

## Osiągnięcia

### Z Lubow Iluszeczkiną
| Zawody                           | 19–20          |                |                |                |                |                |                |                |                |                |                |                |                |                |                |                |                |
| Międzynarodowe                   | Międzynarodowe | Międzynarodowe | Międzynarodowe | Międzynarodowe | Międzynarodowe | Międzynarodowe | Międzynarodowe | Międzynarodowe | Międzynarodowe | Międzynarodowe | Międzynarodowe | Międzynarodowe | Międzynarodowe | Międzynarodowe | Międzynarodowe | Międzynarodowe | Międzynarodowe |
| -------------------------------- | -------------- | -------------- | -------------- | -------------- | -------------- | -------------- | -------------- | -------------- | -------------- | -------------- | -------------- | -------------- | -------------- | -------------- | -------------- | -------------- | -------------- |
| Mistrzostwa czterech kontynentów | 7              |                |                |                |                |                |                |                |                |                |                |                |                |                |                |                |                |
| GP Cup of China                  | 3              |                |                |                |                |                |                |                |                |                |                |                |                |                |                |                |                |
| GP Skate Canada International    | 5              |                |                |                |                |                |                |                |                |                |                |                |                |                |                |                |                |
| CS Finlandia Trophy              | 3              |                |                |                |                |                |                |                |                |                |                |                |                |                |                |                |                |
| Krajowe                          |                |                |                |                |                |                |                |                |                |                |                |                |                |                |                |                |                |
| Mistrzostwa Kanady               | 3              |                |                |                |                |                |                |                |                |                |                |                |                |                |                |                |                |

### Z Julianne Séguin

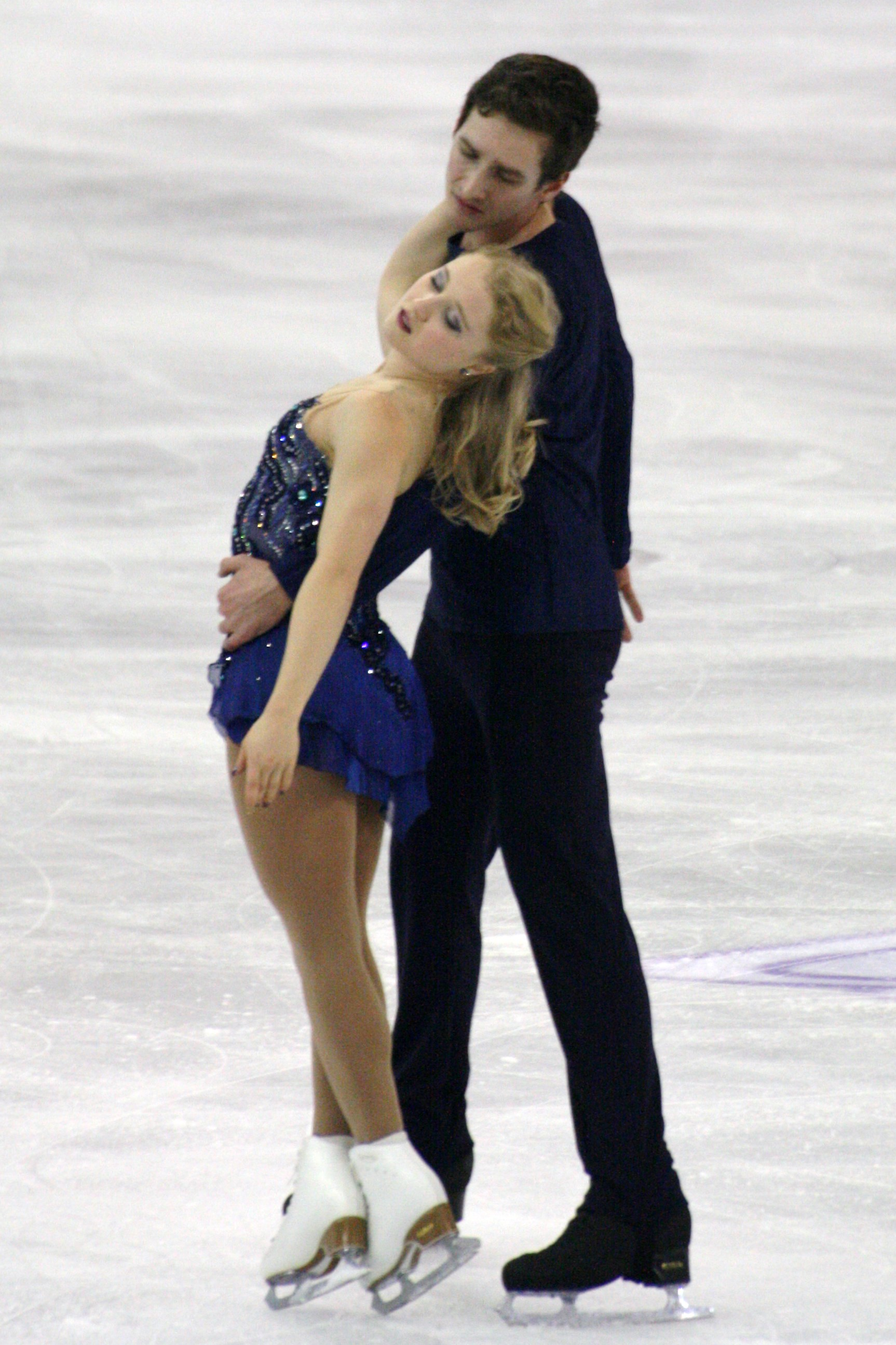
Séguin i Bilodeau podczas finału Grand Prix 2015

| Zawody                                | 13–14          | 14–15          | 15–16          | 16–17          | 17–18          | 18–19          |                |                |                |                |                |                |                |                |                |                |                |
| Międzynarodowe                        | Międzynarodowe | Międzynarodowe | Międzynarodowe | Międzynarodowe | Międzynarodowe | Międzynarodowe | Międzynarodowe | Międzynarodowe | Międzynarodowe | Międzynarodowe | Międzynarodowe | Międzynarodowe | Międzynarodowe | Międzynarodowe | Międzynarodowe | Międzynarodowe | Międzynarodowe |
| ------------------------------------- | -------------- | -------------- | -------------- | -------------- | -------------- | -------------- | -------------- | -------------- | -------------- | -------------- | -------------- | -------------- | -------------- | -------------- | -------------- | -------------- | -------------- |
| Igrzyska olimpijskie                  |                |                |                |                | 9              |                |                |                |                |                |                |                |                |                |                |                |                |
| Mistrzostwa świata                    |                | 8              | WD             | 11             | 22             |                |                |                |                |                |                |                |                |                |                |                |                |
| Mistrzostwa czterech kontynentów      |                |                | WD             |                |                |                |                |                |                |                |                |                |                |                |                |                |                |
| GP Finał Grand Prix                   |                |                | 4              | 5              |                |                |                |                |                |                |                |                |                |                |                |                |                |
| GP NHK Trophy                         |                |                |                |                | 4              |                |                |                |                |                |                |                |                |                |                |                |                |
| GP Rostelecom Cup                     |                |                |                | 5              | 5              |                |                |                |                |                |                |                |                |                |                |                |                |
| GP Skate America                      |                |                | 3              | 1              |                |                |                |                |                |                |                |                |                |                |                |                |                |
| GP Internationaux de France           |                |                | 3              |                |                | WD             |                |                |                |                |                |                |                |                |                |                |                |
| GP Grand Prix Helsinki                |                |                |                |                |                | WD             |                |                |                |                |                |                |                |                |                |                |                |
| CS Autumn Classic International       |                |                |                | 1              | 3              |                |                |                |                |                |                |                |                |                |                |                |                |
| CS Nebelhorn Trophy                   |                |                | 5              |                |                |                |                |                |                |                |                |                |                |                |                |                |                |
| Międzynarodowe: Kategorie młodzieżowe |                |                |                |                |                |                |                |                |                |                |                |                |                |                |                |                |                |
| Mistrzostwa świata juniorów           | WD             | 2              |                |                |                |                |                |                |                |                |                |                |                |                |                |                |                |
| JGP Finał                             |                | 1              |                |                |                |                |                |                |                |                |                |                |                |                |                |                |                |
| JGP na Białorusi                      | 4              |                |                |                |                |                |                |                |                |                |                |                |                |                |                |                |                |
| JGP w Czechach                        | 4              | 1              |                |                |                |                |                |                |                |                |                |                |                |                |                |                |                |
| JGP w Niemczech                       |                | 1              |                |                |                |                |                |                |                |                |                |                |                |                |                |                |                |
| Krajowe                               |                |                |                |                |                |                |                |                |                |                |                |                |                |                |                |                |                |
| Mistrzostwa Kanady                    | 2 J            | 3              | 2              | WD             | 2              |                |                |                |                |                |                |                |                |                |                |                |                |

### Z Krystel Desjardins
| Zawody                                | 08–09                                 | 09–10                                 | 10–11                                 | 11–12                                 | 12–13                                 |                                       |                                       |                                       |                                       |                                       |                                       |                                       |                                       |                                       |                                       |                                       |                                       |                                       |
| Międzynarodowe: Kategorie młodzieżowe | Międzynarodowe: Kategorie młodzieżowe | Międzynarodowe: Kategorie młodzieżowe | Międzynarodowe: Kategorie młodzieżowe | Międzynarodowe: Kategorie młodzieżowe | Międzynarodowe: Kategorie młodzieżowe | Międzynarodowe: Kategorie młodzieżowe | Międzynarodowe: Kategorie młodzieżowe | Międzynarodowe: Kategorie młodzieżowe | Międzynarodowe: Kategorie młodzieżowe | Międzynarodowe: Kategorie młodzieżowe | Międzynarodowe: Kategorie młodzieżowe | Międzynarodowe: Kategorie młodzieżowe | Międzynarodowe: Kategorie młodzieżowe | Międzynarodowe: Kategorie młodzieżowe | Międzynarodowe: Kategorie młodzieżowe | Międzynarodowe: Kategorie młodzieżowe | Międzynarodowe: Kategorie młodzieżowe | Międzynarodowe: Kategorie młodzieżowe |
| ------------------------------------- | ------------------------------------- | ------------------------------------- | ------------------------------------- | ------------------------------------- | ------------------------------------- | ------------------------------------- | ------------------------------------- | ------------------------------------- | ------------------------------------- | ------------------------------------- | ------------------------------------- | ------------------------------------- | ------------------------------------- | ------------------------------------- | ------------------------------------- | ------------------------------------- | ------------------------------------- | ------------------------------------- |
| JGP w Chorwacji                       |                                       |                                       |                                       |                                       | 9                                     |                                       |                                       |                                       |                                       |                                       |                                       |                                       |                                       |                                       |                                       |                                       |                                       |                                       |
| JGP w Stanach Zjednoczonych           |                                       |                                       |                                       |                                       | 10                                    |                                       |                                       |                                       |                                       |                                       |                                       |                                       |                                       |                                       |                                       |                                       |                                       |                                       |
| Krajowe                               |                                       |                                       |                                       |                                       |                                       |                                       |                                       |                                       |                                       |                                       |                                       |                                       |                                       |                                       |                                       |                                       |                                       |                                       |
| Mistrzostwa Kanady                    | 2 P                                   | 1 N                                   | 5 J                                   | 2 J                                   |                                       |                                       |                                       |                                       |                                       |                                       |                                       |                                       |                                       |                                       |                                       |                                       |                                       |                                       |